# Лопес дос Сантос, Антонио
Анто́нио Ло́пес дос Са́нтос (порт. Antônio Lopes dos Santos; род. 12 июня 1941, Рио-де-Жанейро) — бразильский футболист и тренер.

## Биография
Играл в «Оларии» с 1958 по 1961 год, а также в «Бонсусессо» в 1962.
Тренировал многие известные клубы и сборные такие как: «Васко да Гама», «Атлетико Паранаэнсе», «Коринтианс», «Гремио», «Интернасьонал», «Фламенго», «Флуминенсе», Кот-д’Ивуар.

## Достижения
- Кубок Либертадорес в 1998, «Васко да Гама»;
- Чемпионат Бразилии по футболу (Серия A) в 1997, «Васко да Гама» и 2005, «Коринтианс»;
- Лига Кариока в 1982, 1998 и 2003, «Васко да Гама»;
- Лига Паранаэнсе в 1996, «Парана», и 2004, «Коритиба»;
- Лига Пернамбукано в 1988, «Спорт Ресифи».
- Лига Гаушу в 1992 и 1994, «Интернасьонал».
- Кубок Бразилии в 1992, «Интернасьонал».
- Турнир Рио-Сан-Паулу в 1999, «Васко да Гама»